# アチラウィッチ・サーリワッタナ
アチラウィッチ・サーリワッタナ （タイ語: อชิรวิชย์ สาลิวรรธนะ、英語: Achirawich Saliwattana、1990年9月27日 - ）もしくはコンウィッチ（タイ語: ก้องวิช）は、ガン/ガンアチ（タイ語: กัน/กันอชิ、英語: Gun/Gun Achi）の愛称で知られるタイの歌手、俳優。GMMグラミーによるtempo-poプログラムにてソロシンガーとしてデビューした。

## 略歴
1990年9月27日生まれ。スアンクラーブ・ ウィッタヤライ校卒業後、トゥラキット・バンディット大学 コミュニケーション芸術学部を2015年に卒業した。 tempo-poプログラム、VJ: Bang music buffetに歌手として参加した。その後2014年に初のテレビドラマシリーズ『Room Alone』に出演し俳優としてもデビューした。 2018年からは自身のYouTubeチャンネル「AMP here」を開設しカバー曲などをアップしている。

## ディスコグラフィー
- 2010- ヤーローカイカオラック（อย่าหลอกให้เขารัก） [4]
- 2011- ウィーティータッジャイ（วิธีตัดใจ） [5]
- 2014- ジャーゴラックジャッコルーン（เจอก็รักจากก็ลืม）- Room Alone 401-410挿入歌 [6]
- 2015- サンチャータヤンコンコーンチャドンティン（สัญชาตญาณของคนจะโดนทิ้ง）- feat.プーリクンクリット・チューサクサクンウィブーン [7]
- 2016- ピッティーチャンエーン（ผิดทีฉันเอง） - Room Alone 401-410挿入歌 [8]
- 2016- チューワラックタミーチン（เชื่อว่ารักแท้มีจริง）- メイクイットライト挿入歌 [9]
- 2016- クワームラップネイジャイ（ความลับในใจ） - SOTUS挿入歌 feat.プーリクンクリット・チューサクサクンウィブーン [10]
- 2017- チャンタムダイトゥックヤン...プァコンティラック（ฉันทำได้ทุกอย่าง...เพื่อคนที่รัก）- Med In Loves挿入歌 [11]
- 2017- ユンヤンカートゥコンディアオ（ยืนยันแค่เธอคนเดียว）- Senior Secret Love：Puppy Honey 2挿入歌 [12]
- 2017- ワンティーシアター（วันที่เสียเธอ）- Please…挿入歌 [13]
- 2018- ニースウンティールックティースッド（ในส่วนที่ลึกที่สุด）- 'Cause You're My Boy(My Tee)挿入歌 [14]

## フィルモグラフィー

### テレビドラマシリーズ
- Room Alone（2014-2016）
- U-Prince Series（2016）：第4話
- Little Big Dream - 短編テレビ映画（2016）
- My Dear Loser（2017）
- Kiss Me Again（2018）：第14話